# Adão Nunes Dornelles
Adão Nunes Dornelles (Porto Alegre, 2 april 1923 - Garça, 6 augustus 1991) was een Braziliaanse voetballer en is vooral bekend onder zijn spelersnaam Adãozinho. 

## Biografie
Andãozinho begon zijn carrière bij de kleine club Diário Oficial en maakte in 1942 de overstap naar Internacional, waar hij een befaamd aanvallerstrio vormde met Carlitos en Tesourinha. Hij won met zijn club vijf keer het Campeonato Citadino de Porto Alegre en evenveel keer het Campeonato Gaúcho. In 1951 maakte hij de overstap naar Flamengo uit Rio de Janeiro en won hiermee het Campeonato Carioca. Hij beëindigde zijn carrière bij XV de Jaú.
Hij werd ook een aantal keer opgeroepen voor het nationale elftal. Hij zat ook in de selectie voor het WK 1950, maar kwam hier niet aan spelen toe. 